# Буковје (Дравоград)
Буковје (словен. Bukovje) је насељено место у општини Дравоград, Корушка регија, Словенија.

## Историја
До територијалне реорганизације у Словенији било је у саставу старе општине Дравоград. Буковје као самостално насеље постоји од 2004. године. Настала је издвајањем дела из насеља Отишки Врх.

## Становништво
У попису становништва из 2011. Буковје је имало 74 становника.
| Број становника према пописима |
| ------------------------------ |
| 2011                           |
| 74                             |

Напомена: Године 2004. настала издвајањем дела из насеља Отишки Врх.